# Gule jezik
Gule jezik (ISO 639-3: gly; anej, fecakomodiyo, hamej), izumrli jezik plemena Gule koji se govorio u brdima Jebel Gule, San i Roro u Sudanu. Pleme se danas služi sudanskim arapskim [apd].
Jezik je pripadao nilsko-saharskoj porodici, komuz, podskupini koman. U brdima Jebel Gule pronađeni su arheološki nalazi koji se pripisuju Gulama

## Vanjske poveznice
- Ethnologue (14th)
- Ethnologue (15th)